# Kyle Rote Jr.
William Kyle Rote Jr. Jr. (Dallas, 25 dicembre 1950) è un ex calciatore e allenatore di calcio statunitense.

## Biografia
Figlio del giocatore di football americano Kyle Rote Sr., di cui era deciso di seguire le impronte, spostò il suo interesse verso il calcio, riuscendo a diventare calciatore professionista nella NASL.
Dapprima iscritto alla Oklahoma State University-Stillwater, nel 1969 passò alla Sewanee ove si laureò nel giugno 1972. Si sposò con Mary Lynne Lykins.
Nel 2002 è stato inserito nella "Tennessee Sports Hall of Fame" e nel 2004 in quella della Sewanee.
Nel 2005 è stato inserito nella Walk of Fame nei pressi del Toyota Stadium di Frisco (Texas).

## Carriera

### Calciatore

#### Club
Inizialmente interessato al football americano, spostò i suoi interessi al calcio dopo aver conosciuto l'inglese Ron Griffith, che incontrò casualmente Rote ed alcuni suoi compagni di squadra a dilettarsi in una partita di pallone.
Rote passò alla Sewanee per giocare nella loro squadra di calcio e nel 1969, durante una amichevole tra la sua squadra amatoriale legata alla Highland Park High School, i Black Bandits, contro i Dallas Tornado si fece notare da Ron Newman che lo volle tre anni dopo in squadra.
Nella stagione 1972, in cui i Tornado giunsero in semifinale, Rote non scese mai in campo ma approfittò per impararare i "trucchi del mestiere" dai compagni di squadra più esperti come Ken Cooper, John Best, Dick Hall, Bob Ridley e Luis Juracy.
La militanza nel Dallas Tornado durò sino alla stagione 1978. Con Rote in campo i Tornado raggiunsero due semifinali, nelle stagione 1974 e 1977 ed una finale nel 1973, persa contro i Philadelphia Atoms. Sempre nel 1973 Rote ottiene i titoli individuali di capocannoniere del torneo e di miglior esordiente.
Nella stagione 1979 Rote passa agli Houston Hurricane per 250.000$, con cui raggiunge gli ottavi di finale del torneo. L'anno seguente si ritira dal calcio giocato.

#### Nazionale
Rote, tra il 1973 ed il 1975, indossa la maglia degli USA in cinque occasioni.

### Allenatore
Rote, dopo il suo ritiro ha allenato i Memphis Americans, squadra impegnata nel campionato indoor MISL.

## Statistiche

### Cronologia presenze e reti in nazionale
| Cronologia completa delle presenze e delle reti in nazionale ― Stati Uniti | Cronologia completa delle presenze e delle reti in nazionale ― Stati Uniti | Cronologia completa delle presenze e delle reti in nazionale ― Stati Uniti | Cronologia completa delle presenze e delle reti in nazionale ― Stati Uniti | Cronologia completa delle presenze e delle reti in nazionale ― Stati Uniti | Cronologia completa delle presenze e delle reti in nazionale ― Stati Uniti | Cronologia completa delle presenze e delle reti in nazionale ― Stati Uniti | Cronologia completa delle presenze e delle reti in nazionale ― Stati Uniti |
| Data                                                                       | Città                                                                      | In casa                                                                    | Risultato                                                                  | Ospiti                                                                     | Competizione                                                               | Reti                                                                       | Note                                                                       |
| -------------------------------------------------------------------------- | -------------------------------------------------------------------------- | -------------------------------------------------------------------------- | -------------------------------------------------------------------------- | -------------------------------------------------------------------------- | -------------------------------------------------------------------------- | -------------------------------------------------------------------------- | -------------------------------------------------------------------------- |
| 12-8-1973                                                                  | New Britain                                                                | Stati Uniti                                                                | 1 – 0                                                                      | Polonia                                                                    | Amichevole                                                                 | -                                                                          | 46’                                                                        |
| 9-9-1973                                                                   | Hartford                                                                   | Stati Uniti                                                                | 1 – 0                                                                      | Bermuda                                                                    | Amichevole                                                                 | -                                                                          |                                                                            |
| 16-10-1973                                                                 | Città del Messico                                                          | Messico                                                                    | 2 – 0                                                                      | Stati Uniti                                                                | Amichevole                                                                 | -                                                                          |                                                                            |
| 8-9-1974                                                                   | Dallas                                                                     | Stati Uniti                                                                | 0 – 1                                                                      | Messico                                                                    | Amichevole                                                                 | -                                                                          |                                                                            |
| 26-3-1975                                                                  | Poznań                                                                     | Polonia                                                                    | 7 – 0                                                                      | Stati Uniti                                                                | Amichevole                                                                 | -                                                                          | 75’                                                                        |
| Totale                                                                     |                                                                            | Presenze                                                                   | 5                                                                          |                                                                            | Reti                                                                       | 0                                                                          |                                                                            |

## Palmarès

### Individuale
- NASL Rookie of the Year: 1

1973
- Capocannoniere della NASL: 1

1973 (18 gol)